# 23-й танковий корпус (СРСР)
23-й та́нковий Будапе́штський Червонопра́порний о́рдена Суво́рова ко́рпус — оперативно-тактичне військове об'єднання в складі ЗС СРСР періоду Другої Світової війни.

## Історія існування
Корпус був сформований у відповідності з директивою Ставки Верховного Головнокомандування від 17 квітня 1942 р. головнокомандувачем Південно-Західним напрямком в районі Червоного Осколу.
Під час невдалого радянського наступу на Харків у травні 1942 року 131-а танкова і 23-я мотострілецька бригади були повністю знищені, а від 6-ї і 130-ї танкових бригад залишились незначні рештки.
У червні того ж року корпус дещо відновив боєздатність, прийнявши у свій склад 6-у гвардійську і 114-у танкові й 9-у мотострілецьку бригади.
Вдруге корпус був сформований 31 серпня 1942 року за наказом командування Сталінградським і Південно-Східним фронтом. З 27 липня по 28 жовтня 1942 р. брав участь у Сталінградській битві. В Сталінграді бригади корпусу билися практично відокремлено одна від одної. В ході бойових дій на Волзі до складу корпусу були внесені корективи, на момент виходу в резерв залишилися 6-а гвардійська, 27-а, 137-а танкові, 9-а мотострілецька бригади.
З жовтня по грудень 1942 року корпус перебував на переформуванні й поповненні в районі Саратова. Директивою НКО УФ-2/883 від 25.10.1942 року управління копусу переведене на новий штат № 010/369. Взимку 1942–1943 років корпус прийняв остаточний склад, що залишався майже незмінним до кінця війни.
Повернувшись в лютому 1943 року на фронт до складу 3-ї гвардійської армії Південно-Західного фронту, корпус вже не залишав південної ділянки фронту, провівши практично по року в складі 3-го, а потім — 2-го Українських фронтів, нічим особливо не виділяючись, але активно беручи участь в діях різних кінно-механізованих груп (КМГ).
Перемогу частини корпусу зустріли в Чехословаччині. У червні 1945 року почалась передислокація 23-го танкового корпусу на територію України. У липні того ж року корпус був переформований у 23-тю танкову дивізію, що увійшла до складу 8-ї механізованої армії Прикарпатського військового округу. Дислокація: Овруч, Коростень, Лугини Житомирської області.
У 1987 році 23-я танкова Будапештська Червонопрапорна ордена Суворова дивізія, на оснащенні якої перебували танки Т-55, була перетворена в навчальну танкову дивізію, а 1989 року на її основі створена 6065-а база зберігання озброєння та техніки (БЗОТ).

## Бойовий склад

### Станом на квітень 1942 року
- Бойові частини:
  - Управління корпусу;
  - 6-а танкова бригада;
  - 130-а танкова бригада;
  - 131-а танкова бригада;
  - 23-я мотострілецька бригада;
- Частини обслуговування.
- Тилові установи.

### Станом на серпень 1942 року
- Бойові частини:
  - Управління корпусу;
  - 6-а гвардійська танкова бригада;
  - 6-а танкова бригада;
  - 114-а танкова бригада;
  - 9-а мотострілецька бригада;
- Частини обслуговування.
- Тилові установи.

### Станом на травень 1945 року
- Бойові частини:
  - Управління корпусу;
  - 3-я танкова бригада;
  - 39-а танкова бригада;
  - 135-а танкова бригада;
  - 56-а мотострілецька бригада;
  - 1443-й самохідно-артилерійський полк (з 08.1943);
  - 1669-й легкий артилерійський полк (з 10.1944);
  - 457-й мінометний полк (з 05.1943);
  - 1501-й винищувальний протитанковий артилерійський полк (з 04.1943);
  - 1697-й зенітний артилерійський полк (з 05.1943);
  - 442-й гвардійський мінометний дивізіон (з 12.1942).
- Частини обслуговування:
  - 82-й окремий мотоциклетний батальйон (з 05.05.1943);
  - 895-й окремий батальйон зв'язку (з 05.05.1943);
  - 176-й окремий саперний батальйон (з 15.04.1943);
- Тилові установи.
  - 132-а окрема рота хімічного захисту (з 10.07.1943);
  - 23-я окрема автотранспортна рота підвозу ПММ (з 26.07.1942);
  - 81-а рухома ремонтна база (з 14.08.1942);
  - 105-а рухома ремонтна база (з 06.08.1942);
  - 159-а рухома танкоремонтна база (з 31.12.1942);
  - 10-а авіаційна ланка зв'язку (з 20.06.1943);
  - 52-й польовий автохлібозавод (з 18.05.1943);
  - 1942-а польова каса Держбанку (з 10.01.1944);
  - 2183-я військово-польова станція (з 11.07.1943).

## Командування
- Командир корпусу:
  - Пушкін Юхим Григорович, генерал-майор танкових військ (12.04.1942 — 04.06.1942);
  - Хасін Абрам Матвійович, полковник, з 21.07.1942 р. — генерал-майор танкових військ (05.06.1942 — 25.08.1942);
  - Попов Олексій Федорович, генерал-майор танкових військ (30.08.1942 — 15.10.1942);
  - Кошелєв Василь Васильович, підполковник (16.10.1942 — 28.11.1942);
  - Пушкін Юхим Григорович, генерал-майор, з 18.01.1943 р. — генерал-лейтенант танкових військ (29.11.1942 — 11.03.1944, загинув);
  - Ахманов Олексій Осипович, генерал-майор, з 13.09.1944 р. — генерал-лейтенант танкових військ (12.03.1944 — 09.05.1945).
- Начальник штабу корпусу:
  - Волконський Василь Тихонович, полковник (17.04.1942 — 08.1942);
  - Бизєєв Сергій Васильович, полковник (01.09.1942 — 10.1942);
  - Кошелєв Василь Васильович, полковник (29.10.1942 — 18.02.1943);
  - Зимін Сергій Васильович, полковник (03.1943 — 09.1943);
  - Воронов Олександр Володимирович, полковник (09.1943 — 09.05.1945).

## Нагороди і почесні найменування
- Будапештський — Наказ ВГК від 05.04.1945 року.
- — Указ Президії Верховної Ради СРСР від 14.11.1944 року — за зразкове виконання завдань командування в боях з німецькими загарбниками, за оволодіння містом Ньїредьхаза та виявлені при цьому звитягу й мужність.
- — Указ Президії Верховної Ради СРСР від 17.05.1945 року — за зразкове виконання завдань командування в боях з німецькими загарбниками при оволодінні містом Відень та виявлені при цьому звитягу й мужність.

## Тактичні позначення
Тактичним знаком 23-го танкового корпусу був білий ромб, зазвичай висотою 400 мм, з літерами російської абетки в центрі. Літера «В» позначала 3-ю, літера «Г» — 39-у, а літера «Д» — 135-у танкові бригади. У правому нижньому куті щодо літери наносилася невелика арабська цифра, що позначала номер батальйону. Наприклад, «В1» — 1-й батальйон 3-ї танкової бригади 23-го танкового корпусу. Крім тактичного позначення з'єднання, на танк великими цифрами наносився персональний ідентифікаційний номер.